# San Benedetto dei Marsi
San Benedetto dei Marsi là một đô thị thuộc tỉnh L'Aquila trong vùng Abruzzo của Ý. Ý. Đô thị này có diện tích 25 km², dân số 4006 người. Các làng trực thuộc:. Các đô thị giáp ranh gồm: Aielli, Celano, Cerchio, Collarmele, Pescina, Trasacco